# Оборона Мурановской площади
Оборона Мурановской площади — крупнейший позиционный бой восстания в Варшавском гетто, между бойцами Еврейского воинского союза под командованием Павла Френкеля и подразделениями войск СС и украинских полицейских под общим командованием Юргена Штропа. Бой проходил с 19 по 22 апреля 1943 года на Мурановской площади (ныне не существует). С 27 по 28 апреля на площади бой против немцев вели подразделения Армии Крайовой под командованием капитана Генрика Иваньского

## До боя
После того, как гитлеровцы летом 1942 года ликвидировали в лагере смерти Треблинка 300 тысяч обитателей Варшавского гетто, группа молодых еврейских подпольщиков создали в гетто две боевые организации для борьбы с немцами. Еврейская боевая организация (ŻOB) была связана с левыми политическими организациями, в частности с Бундом. Еврейский воинский союз (ŻZW), в котором были в том числе и офицеры польской армии, был связан с организациями правого толка, в частности с сионистами-ревизионистами. Организации не смогли договориться о едином командовании (бывший более массовым ŻOB предлагал ŻZW присоединиться к ним, но не как организации, а почеловечно).
По воспоминаниям Марека Эдельмана за несколько дней до начала восстания в гетто состоялась встреча между руководителями двух еврейских боевых организаций. Кроме Эдельмана, ŻOB на встрече представляли также Мордехай Анелевич и Ицхак Цукерман). Бойцы ŻZW под угрозой применения оружия требовали у ŻOB присоединиться к ним. Между группами дошло до драки и стрельбы, но по счастью никто не был ранен. Подпольщики не пришли к согласию, но позднее, по прагматическим причинам, заключили соглашение о разделе территории гетто на зоны обороны в случае если гитлеровцы начнут ещё одну акцию.
Территорией обороны ŻZW были окрестности Мурановской площади, находящиеся между Мурановской улицей и улицей Налевки (ныне большая часть старой улицы Налевки является улицей Героев гетто) в варшавском районе Муранув. Штаб ŻZW разместился на улице Мурановской № 7 (ныне это перекрёсток улиц Ставки и Юзефа Левартовского). Подразделения Союза были разделены на три группы, две меньшие обороняли т. н. «шопы» — фабрики на которых работали узники гетто, третья, большая разместилась на самой Мурановской площади, где шесть групп по 20 человек заняли оборону в домах под номерами 1, 3, 5, 7-9 и 40. Позиции ŻZW граничили с позициями ŻOB, обороняющей дома по улицам Заменгофа, Милой, Генсей и Налевки. Отряды ŻZW на Мурановской площади были хорошо для данных условий вооружены и имели арсенал в доме № 7. О приготовлении ŻZW к бою писал в своём архиве Эмануэль Рингельблюм.

## Бой
Бой на площади начался сразу же после начала самого восстания 19 апреля 1943 и длился по меньшей мере 3 дня. На доме № 7-9 были подняты два флага, еврейский бело-голубой (флаг ŻZW) и бело-красный флаг Польши. О двух флагах пишут Эмануэль Рингельблюм, Владислав Бартошевский и Алисия Качиньская. О двух флагах также писал в своём рапорте и Юрген Штроп, который также упоминал об этом факте в своих беседах с Казимежем Мочарским. В то же время, один из командиров ŻZW, Давид Вдовиньский, пишет только об одном, бело-голубом флаге.
Первое боестолкновение имело место утром 19 апреля, когда немецкие отряды подошли к площади со стороны улицы Налевки. Их встретили автоматным и ружейным огнём и заставили отступить в районе полдня. В тот же день два командира Союза, Павел Френкель и Леон Родаль, переодевшись в форму офицеров СС, подошли к группе украинских полицейских неподалёку от площади, и, открыв огонь, нанесли украинцам большие потери. Эта вылазка помогла прорвать окружение площади и восстановить связь с другими еврейскими подразделениями. По сообщениям одного из руководителей отдела разведки Главного штаба Армии Крайовой, Казимежа Иранека-Осмецкого, немцы после подавления бункера ŻOB на улице Генсей, атаковали площадь в 16 часов и получили отпор со стороны группы под командованием Френкеля.
Ночью с 19 на 20 апреля состоялось совещание командного состава ŻZW, на котором обсуждалась возможность раздать всё оружие из арсенала восставшим, чтобы оно не попало в руки немцев в случае если те займут площадь. На следующий день продолжались тяжёлые бои за площадь, а после того, как Штроп лично принял командование подразделениями, атакующими площадь, натиск немцев ещё более усилился. Немцы применяли тактику уничтожения домов с помощью огнемётов и взрывчатки. Восставшие, используя проходы между домами и знание местности, атаковали немцев с наскока и из засад. В последний день боёв за площадь к обороняющимся пробилась группа с фабрики щёток на улице Швентоерской, взятой немецкими танкистами. По воспоминаниям Вдовиньского, ещё 24 числа на доме № 7 продолжал развеваться флаг, а восставшие вели огонь по немцам и украинцам из окон.
Другие потерявшие связь с командованием отряды ŻZW также продолжали бой. 21 апреля ещё сражался отряд на Францишканьской и Милой. Часть отрядов в этот день сумела выбраться из гетто, пробуя с помощью польской организации «Меч и плуг» пробраться в леса в окрестностях Отвоцка. Однако как оказалось, эта организация была подставной организацией гестапо и выданные немцам бойцы погибли на дороге в Отвоцк. Ещё часть отрядов оставалась в гетто и продолжала бои до 2 мая 1943, когда они сумели пробраться за стену и спрятаться в доме по улице Гжыбовской. Но и они были выданы немцам и погибли. В числе погибших на Гжыбовской был и Павел Френкель.
По сообщениям капитана Армии Крайовой Генрика Иваньского и поручика Корпуса Безопасности (автономная организация в составе АК) Владислава Зайдлера, 27 апреля по туннелю ведущему в дом № 7 в гетто вошёл отряд W из состава АК-КБ, состоящий из 18 человек. Они пополнили понесший большие потери отряд штаба восстания под командованием поручика Давида Апфельбаума и вели бой на ключевой позиции, заняв руины между площадью и улицей Налевки, отбивая немецкие атаки, поддержанные бронетехникой. В тяжёлых боях 27-28 апреля объединённый отряд Иваньского-Апфельбаума понёс потери. Погибли, в том числе, брат и два сына Иваньского, десять бойцов ŻZW, включая поручика Апфельбаума и другие бойцы. Сам Иваньский был ранен, и вместе с ещё примерно 30 ранеными вынесен из гетто по тому же туннелю.
Утверждения Иваньского и Зайдлера подтвердил также и связник между ŻZW и АК полковник Тадеуш Беднарчик. Также об участии «польских бандитов» в бою пишет в своём рапорте Юрген Штроп. В то-же время историки Барбара Энгелькинг и Яцек Леоцяк считают что польские подразделения не участвовали в бою на Мурановской площади, а сражались в северной части гетто. Дариуш Либёнка и Лоренс Вейбаум считают что участие польских подразделений, а также и вывешивание двух флагов, являются легендами, не находящими прямого подтверждения в источниках.

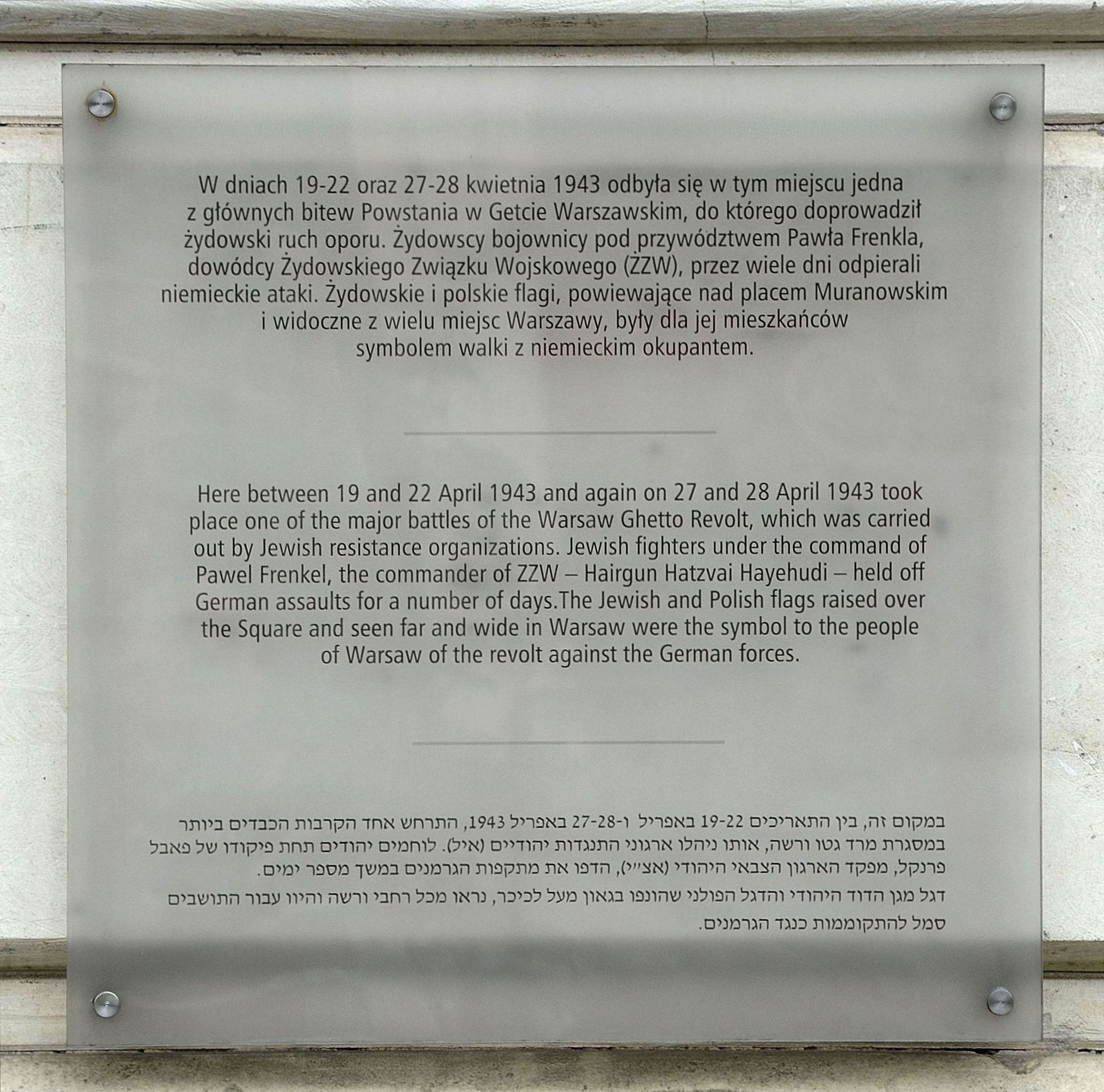
Мемориальная доска ŻZW (ул. Мурановская 1)

## Память
На доме по улице Мурановской № 1 помещена мемориальная доска в память боя. Участок старой улицы Налевки, прилегающий к бывшей Мурановской площади, переименован в улицу Героев гетто.
В Варшаве есть сквер имени Давида «Мечислава» Апфельбаума. Также установлен мемориальный камень в память Апфельбаума и Френкеля.
Государственное почтовое управление Израиля выпустило марку, посвященную 70-летию восстания в Варшавском гетто. На ней впервые в истории израильской филателии изображён Павел Френкель. Марку подготовили к печати художники-дизайнеры Пини Хамо и Тувия Курц. Портрет Павла Френкеля был воссоздан по описанию, полученному от боевых товарищей еврейского героя — Исраэля Рыбака и Фели Финкельштейн-Шапчик. На марке также изображён бой на Мурановской площади и два флага восстания.